# قلعه عزیزخان
قلعه عزیزخان یک منطقهٔ مسکونی در ایران است که در دهستان قره‌چای واقع شده‌است.